# Urve Palo
Urve Palo, nata Koit (Haapsalu, 10 luglio 1972), è una politica estone, membro del Partito Socialdemocratico e ministro durante i governi Ansip II, Rõivas I, Rõivas II e Ratas.

## Biografia
Nata ad Haapsalu, la Palo studiò economia all'Università di Tartu e intraprese una carriera lavorativa nel mondo dell'impresa. Nel 1999 divenne presidente della Saint-Gobain Ehitustooted AS, una società di costruzioni per la quale lavorava dal 1993.
Entrata in politica con il Partito Socialdemocratico, nel 2007 si candidò al Riigikogu, ma non venne eletta. Tuttavia, nello stesso anno, il primo ministro Andrus Ansip le affidò un ministero all'interno del proprio governo, quello della Popolazione e degli Affari Etnici. La Palo mantenne la carica fino al maggio del 2009, quando i socialisti decisero di uscire dalla coalizione di governo.
Nel 2011 venne eletta deputata al Riigikogu e nel 2014 tornò a rivestire la carica di ministro, stavolta nell'esecutivo guidato da Taavi Rõivas, che nominò la Palo ministro degli Affari Economici e delle Infrastrutture. Dopo le elezioni del 2015 nel nuovo governo Rõivas le fu affidato il portafoglio dell'Imprenditoria, che mantenne fino al 30 agosto di quell'anno; questo stesso portafoglio le è stato assegnato di nuovo in seno al governo Ratas dal 23 novembre 2016.
Nel 2010 Urve Palo prese parte alla quarta stagione del programma televisivo Tantsud tähtedega, la versione estone di Ballando con le stelle, classificandosi al sesto posto.